# Gengszter románc
A Gengszter románc (eredeti cím: Gigli) 2003-ban bemutatott amerikai film, melyet Martin Brest írt és rendezett. A főszerepben Ben Affleck és Jennifer Lopez látható. 
A film kritikailag és anyagilag is bukásnak bizonyult.

## Cselekmény
Larry Gigli egy alacsony rangú Los Angeles-i maffiózó, aki közel sem olyan kemény, mint amilyennek mutatja magát, és bár apja nyomdokaiba lépve gengszter szeretne lenni, de ehhez láthatóan semmiféle tehetséget nem örökölt. Louis, Gigli szervezetének magasabb rangú tagja azt a parancsot adja neki, hogy rabolja el egy befolyásos szövetségi ügyész szellemi fogyatékos öccsét, hogy alkudozási alapként felhasználva megmentse a New York-i maffiafőnök Starkmant a börtöntől.
Gigli sikeresen meggyőzi a fiatalembert, Briant, hogy menjen el vele azzal, hogy megígéri neki, hogy elviszi „Baywatchba”, ami nyilvánvalóan az azonos című tévésorozatra utal, amelynek Brian a megszállottja. Louis nem bízik Gigliben, hogy jól végzi-e a munkát, ezért felbérel egy magát Rickinek nevező nőt, hogy vegye át az irányítást.
Gigli vonzódik Rickihez, de nehezményezi, hogy Louis nem bízik benne, és egy nőtől kell utasításokat fogadnia. Az is frusztrálja, hogy Brian ragaszkodik a „Baywatchhoz”, és az is, hogy Ricki leszbikus. Egy gyanús nyomozó érkezik a lakásba, hogy kihallgassa Giglit Brian eltűnésével kapcsolatban. Tovább bosszantja, amikor az anyja kötődést vállal Rickivel, és összefognak ellene.
Az események sötét fordulatot vesznek, amikor Gigli és Ricki azt a parancsot kapja, hogy vágják le Brian hüvelykujját, amit egyikük sem akar megtenni. Ami még rosszabb, a volt barátnője, Robin megjelenik a lakásban, és azzal vádolja Rickit, hogy megváltoztatta szexuális irányultságát. A lány öngyilkosságot kísérel meg azzal, hogy felvágja az ereit, és kórházba szállítják, azonban túléli. 
Gigli besurran a hullaházba, és levágja egy holttest hüvelykujját, amit Brian hüvelykujjaként küld el az ügyésznek. Gigli és Ricki visszamennek a lakására, ahol a férfi szerelmet vall neki, és együtt alszanak.
A maffiafőnökkel való találkozóra hívják őket. Starkman elárulja, hogy nem hagyta jóvá azt a tervet, hogy elrabolják a szövetségi ügyész testvérét, és levágják Brian hüvelykujját. Ennek ellenére dühös rájuk, mert nem egyezett Brian ujjlenyomata, és így nemcsak hogy nem sikerült növelni a nyomást az ügyészre, de még a hitelességüket is aláássa.
Starkman ezután megöli Louist, megtorlásul az emberrablásért és az ezzel járó bűnüldözői vizsgálatért. Rickit és Giglit is meg akarja ölni, de a nő lebeszéli róla. Rámutat, hogy csak ők tudják, hol van Brian, és csak ők tudják elhallgattatni és megakadályozni, hogy felfedje Starkman szervezetének az emberrablásban való részvételét.
Elhagyják a Starkmant, úgy döntenek, hogy otthagyják a maffiát, és megbeszélik, hogy visszaviszik Briant oda, ahol megtalálták. Útközben felfedezik, hogy a Baywatch (vagy egy hasonló témájú műsor vagy film) egy epizódot forgat a tengerparton. Brian könyörög, hogy engedjék el ott, és ebbe beleegyeznek.
Gigli meggyőzi Rickit, hogy vigye el az autóját, hogy ismeretlen helyre meneküljön; de az utolsó pillanatban a lány visszatér érte, és együtt hagyják el a várost.

## Szereplők
| Színész            | Szerep                     | Magyar hang     |
| ------------------ | -------------------------- | --------------- |
| Ben Affleck        | Larry Gigli                | Hujber Ferenc   |
| Jennifer Lopez     | Ricki / Rochelle           | Németh Borbála  |
| Justin Bartha      | Brian                      | Boros Zoltán    |
| Lainie Kazan       | Mrs. Gigli, Larry anyja    | Szabó Éva       |
| Al Pacino          | Starkman                   | Végvári Tamás   |
| Lenny Venito       | Louis                      | Mikula Sándor   |
| Christopher Walken | Stanley Jacobellis nyomozó | Trokán Péter    |
| Missy Crider       | Robin                      | Szalay Marianna |
| Terry Camilleri    | férfi a szárítógépben      |                 |